# Ellychnia autumnalis
Ellychnia autumnalis är en skalbaggsart som beskrevs av Melsheimer 1852. Ellychnia autumnalis ingår i släktet Ellychnia och familjen lysmaskar. Inga underarter finns listade i Catalogue of Life.